# Mętna
Mętna – wieś w Polsce położona w województwie podlaskim, w powiecie siemiatyckim, w gminie Mielnik.
Według Pierwszego Powszechnego Spisu Ludności, przeprowadzonego w 1921 roku, wieś Mętna liczyła 30 domów i zamieszkiwana była przez 175 osób (89 kobiet i 86 mężczyzn). Przeważająca większość mieszkańców miejscowości, w liczbie 146 osób, zadeklarowała wyznanie prawosławne, zaś pozostałych 29 mieszkańców zgłosiło wyznanie rzymskokatolickie. Jednocześnie większość mieszkańców wsi, w liczbie 140 osób, podała białoruską przynależność narodową, natomiast pozostałe 35 osób zadeklarowało polską tożsamość narodową. W owym czasie miejscowość znajdowała się w gminie Radziwiłłówka, powiatu bielskiego.
W latach 1975–1998 miejscowość administracyjnie należała do województwa białostockiego.
Wierni kościoła rzymskokatolickiego należą do parafii św. Stanisława w Niemirowie.

## Zabytki
- drewniana chałupa nr 5, 2 poł. XIX, nr rej.:439 z 30.03.1979[9].